# 中央农村工作领导小组
中央农村工作领导小组，是中共中央领导农村工作、农业经济的议事协调机构，负责对农村、农业经济工作领域的重大问题作出决策，负责历年“中央农村工作会议”所需相关文件的起草工作。

## 沿革
1993年3月，中共中央决定，成立中央农村工作领导小组；领导小组由组长、副组长、组员组成。其中，组长一般由国务院主管农村工作的副总理担任；副组长由专职领导（正部级）担任；小组成员由农业部、水利部、国家林业局、国家发改委、全国供销合作总社理事会、国家扶贫办以及国务院主管副秘书长等涉农部门领导担任。
在设立之初，中央农村工作领导小组并无独立的日常办事机构，曾和中央财经领导小组办公室合署办公，人员交叉任职。自2004年起，中央农村工作领导小组开始单独下设办公室。2018年，中央农村工作领导小组办公室改设在农业农村部。2023年，中央财办与中央农办合署办公，不再单独设立中央农村工作领导小组办公室。

## 组成人员
组长
1. 朱镕基（1993年3月—1994年9月）（中共中央政治局常委、国务院副总理）
2. 姜春云（1994年9月—1998年3月）（中共中央政治局委员、中共中央书记处书记、国务院副总理）
3. 温家宝（1998年3月—2003年3月）（中共中央政治局委员、中共中央书记处书记、国务院副总理）
4. 回良玉（2003年3月—2013年3月）（中共中央政治局委员、国务院副总理）
5. 汪洋（2013年3月—2018年3月）（中共中央政治局委员、国务院副总理）
6. 胡春华（2018年3月—2023年3月）（中共中央政治局委员、国务院副总理）
7. 刘国中（2023年3月—）（中共中央政治局委员、国务院副总理）

副组长
- 温家宝（1993年3月—1998年3月）
- 陈俊生（1993年3月—1998年3月）
- 马忠臣（2001年10月—2008年3月）
- 回良玉（2003年1月—3月）
- 徐有芳（2003年3月—2008年3月）
- 田成平（2008年3月—2014年10月）
- 陈锡文（2010年—2016年）
- 袁纯清（2014年9月—2017年10月）
- 唐仁健（2016年6月—2017年4月）
- 韩长赋（2018年3月—2020年11月）[5]
- 陈全国（2021年12月—2022年10月）[6]

## 办事机构
中央农村工作领导小组办事机构为中央农村工作领导小组办公室（简称“中央农办”）。历任办公室主任、副主任是：
主任
1. 段应碧（1994年8月—2003年4月）[7]
2. 陈锡文（2003年—2016年6月）[8][9]
3. 唐仁健（2016年6月—2017年4月）[10]
4. 韩俊（2017年4月—2018年3月）[11]
5. 韩长赋（2018年3月—2020年11月，兼）[12]
6. 唐仁健（2020年11月—2023年6月，兼）
7. 韩文秀（2023年10月-）

副主任
- 唐仁健（2006年6月—2014年4月）[10]
- 韩俊（2014年10月—2017年4月；2018年3月—2020年11月）
- 吴宏耀（2016年12月—2018年3月；2021年11月—2023年6月）[13]
- 王正谱（2021年1月—2021年10月）
- 刘焕鑫（2021年4月—2023年6月）[14]

## 歷次會議
| 日期                 | 內容 | 備註 |
| -------------------- | --- | ---- |
| 2021年12月25日至26日 | - 以习近平新时代中国特色社会主义思想为指导，全面贯彻党的十九大和十九届历次全会精神 - 贯彻落实中央经济工作会议精神 - 分析当前“三农”工作面临的形势任务 - 研究部署2022年“三农”工作。                                                    |      |
| 2022年12月23日至24日 | |      |
| 2023年12月19日至20日 | - 以习近平新时代中国特色社会主义思想为指导，全面贯彻落实党的二十大和二十届二中全会精神 - 深入贯彻落实习近平总书记关于“三农”工作的重要论述 - 贯彻落实中央经济工作会议精神 - 分析当前“三农”工作面临的形势和挑战 - 部署2024年“三农”工作 |      |